# Tunstall (East Riding of Yorkshire)
Tunstall – wieś w Anglii, w hrabstwie East Riding of Yorkshire. Leży 21 km na wschód od miasta Hull i 251 km na północ od Londynu.